# Josei
Josei (女性? lett. "donna"); anche redisu (レディース?) o redikomi (レディコミ? lett. "ladies' comics") è un termine giapponese che indica un target demografico di manga in Giappone, dedicato appunto alle donne e giovani adulte, corrispettivo femminile di seinen.
Nei manga josei, la narrazione è solitamente incentrata sulla vita quotidiana delle donne giapponesi alla scuola superiore e nella vita da adulte. Variante di shōjo stilisticamente più sobria e realistica, i manga josei trattano relazioni meno idealizzate con linguaggio e rappresentazioni più espliciti. Un sottotipo di manga josei è dedicato all'omosessualità maschile, simile allo yaoi ma con cui non va confuso: non è difatti incentrato sul rapporto sessuale, ma sul rapporto amoroso. 
Talvolta il termine è usato negli hentai per indicare l'attrazione verso donne mature, l'opposto di lolicon.

## Terminologia
Esistono diversi termini per descrivere i manga rivolti a un pubblico di donne adulte:
Ladies' comics (レディースコミック)
Il primo termine usato per descrivere questa categoria di manga. È una costruzione wasei-eigo dove "ladies" è inteso come sinonimo di "donne", indicando così il pubblico orientato agli adulti. Il termine ha sviluppato una connotazione negativa negli anni '90 poiché è stato associato a manga di bassa qualità e pornografici, sebbene questa connotazione sia diminuita negli anni 2000. Un'abbreviazione di Ladies' comics è redikomi (レディコミ, "lady-comi"), e in Giappone questa abbreviazione è il termine più comunemente usato per questa categoria di manga.
Young ladies (ヤングレディース)
Un termine wasei-eigo che denota una categoria intermedia posizionata tra manga per donne adulte e manga shōjo.
Josei manga (女性漫画)
Termine coniato da critici e accademici alla fine degli anni '90 per distinguere tutti i manga rivolti a donne adulte dai manga shōjo. Sebbene non sia comunemente usato dal pubblico giapponese generale, è il termine più comunemente usato dal pubblico occidentale per descrivere questa categoria di manga.

## Storia

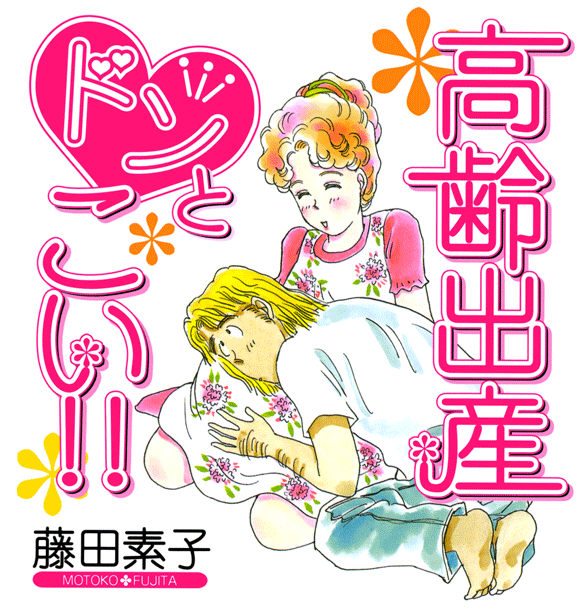
Illustrazione di copertina della serie manga josei Kōrei Shussan Don to Koi!! di Motoko Fujita, un'autobiografia che racconta la gravidanza dell'autrice all'età di 43 anni.

Mentre il manga rivolto a un pubblico femminile ha una vasta storia che si esprime attraverso lo sviluppo del manga shōjo, per gran parte della esistenza questo tipo di manga è stato rivolto esclusivamente a un pubblico di bambini e ragazze. Questo status quo iniziò a cambiare alla fine degli anni '50 con l'emergere del concetto di gekiga, che cercava di utilizzare i manga per raccontare storie serie e fondate rivolte a un pubblico adulto. Alla fine degli anni '60 la gekiga era un movimento artistico tradizionale e nel 1968 la rivista femminile Josei Seven pubblicò il primo manga gekiga rivolto a un pubblico femminile: Mashūko Banka (摩周湖晩夏) di Miyako Maki. Essa era un'artista di manga shōjo che fece il suo debutto alla fine degli anni '50 e si dedicò alla gekiga mentre il suo pubblico originale invecchiava fino all'età adulta. Due riviste dedicate alla gekiga femminile furono fondate poco dopo: Funny (ファニー, Fanī) di Mushi Production nel 1969, e Papillon (パピヨン, Papiyon) di Futabasha nel 1972, sebbene nessuna delle due ebbe successo commerciale ed entrambe chiusero dopo alcuni numeri. 
Nonostante il fallimento commerciale del gekiga femminile, gli anni '70 videro comunque lo sviluppo significativo del manga shōjo grazie agli sforzi degli artisti del gruppo Year 24 che ha contribuito in modo significativo allo sviluppo del manga shōjo creando storie manga psicologicamente più complesse e che trattavano direttamente argomenti di politica e sessualità. Junya Yamamoto, che come editore di Shōjo Comic ha pubblicato diversi lavori del gruppo Year 24, è diventato l'editore fondatore della rivista Petit Flower nel 1980, che si rivolgeva a un pubblico di adolescenti più grandi e pubblicava opere incentrate sugli adulti dei membri del gruppo Year 24 Moto Hagio e Keiko Takemiya. Di conseguenza, il pubblico di lettori di manga shōjo si è ampliato dal suo pubblico storico di bambini per includere adolescenti e giovani donne adulte. Gli editori cercarono di sfruttare questo nuovo mercato di lettori shōjo maturi creando riviste dedicate, che vennero descritte usando il nome del genere "ladies' comics". Riviste degne di nota includono Be Love di Kodansha e You di Shueisha nel 1980, e Big Comic for Lady di Shogakukan nel 1981; tutte e tre le riviste condividevano i tratti comuni di originarsi come numeri speciali di riviste di manga shōjo che sono state scorporate in pubblicazioni regolari e un focus editoriale sulle storie d'amore che enfatizzavano il sesso. 
Le rappresentazioni aperte di atti sessuali divennero un tratto distintivo dei ladies' comics, in contrasto con le restrizioni editoriali ancora poste sulle rappresentazioni sessuali nei manga shōjo. L'artista di manga Milk Morizono, rinomata per le sue storie "porno-chic", è emersa come una delle autrici di ladies' comics più popolari degli anni '80. Le riviste di ladies' comics proliferarono rapidamente nella seconda metà del decennio, da otto riviste nel 1984, a 19 nel 1985, a 48 nel 1991. Negli anni '90, le grandi riviste di fumetti per donne pubblicate in commercio sono diminuite a causa del decennio perduto e della corrispondente crisi economica, portando alla proliferazione di riviste più piccole incentrate su contenuti erotici e pornografici. Di conseguenza, i ladies' comics hanno sviluppato la reputazione di "pornografia femminile".
Contemporaneamente, sono emerse nuove riviste di manga rivolte a donne adulte poco più che ventenni: Young You nel 1987, Young Rose nel 1990 e Feel Young nel 1991. I manga pubblicati su queste riviste vennero definiti manga "young ladies", originati dalla parola "giovane" che appare nel titolo di tutte e tre le riviste, e si posizionarono nel mercato dei manga come una categoria intermedia tra shōjo e ladies' comics. I manga young ladies sono cresciuti in popolarità quando gli artisti shōjo che desideravano creare manga per un pubblico più anziano evitando lo stigma associato ai fumetti per donne sono migrati nella categoria. Teens' love (TL) è emerso anche come sottogenere dei manga rivolti alle donne, che utilizzavano la struttura narrativa incentrata sul sesso dei ladies' comics, ma con protagoniste adolescenti invece che adulte. Le riviste di ladies' comics hanno risposto a questa nuova competizione concentrandosi sui manga che affrontano questioni sociali. La strategia ebbe successo e alla fine degli anni '90 aveva acquisito una maggiore legittimità come genere letterario e attirato un pubblico più generale, con più titoli di ladies' comics adattati come film e serie televisive. In questo periodo emerse anche il termine josei manga, usato principalmente dagli accademici per distinguere i manga rivolti alle donne adulte dai manga shōjo. 
Josei come categoria è generalmente meno popolare di shōjo, seinen e shōnen manga. Nel 2010 You è stata la rivista di manga josei più venduta, con una tiratura di 162.917 copie; in confronto, la rivista shōjo più venduta quell'anno (Ciao) aveva una tiratura segnalata di 745.455, mentre le riviste seinen e shōnen più vendute (Weekly Young Jump e Weekly Shōnen Jump) avevano riportato tirature rispettivamente di 768.980 e 2,8 milioni. L'anime è stato un fattore di influenza significativo nell'attrarre un pubblico mainstream verso i manga josei sin dagli anni 2000, con le serie josei Paradise Kiss (1999), Bunny Drop (2005), Chihayafuru (2007), Princess Jellyfish (2008) e Eden of the East (2009) tutti nati come anime popolari o che hanno riscosso un successo strepitoso dopo essere stati adattati in anime. 

## Temi e sottogeneri
Ci sono tre sottogeneri principali nel manga josei: dramma, romanticismo e pornografia. Nel 2002, i titoli drammatici e romantici rappresentavano collettivamente circa l'80% delle vendite nel mercato dei volumi di raccolta josei, mentre la pornografia costituiva il restante 20%. I titoli drammatici e romantici sono generalmente pubblicati da grandi case editrici giapponesi, mentre la pornografia è generalmente pubblicata da case editrici più piccole. 

### Dramma
Molti drammi josei sono storie realistiche sulla vita di donne comuni. Queste storie sono in genere incentrate su una donna che lavora in una determinata professione, più comunemente una casalinga, una donna d'ufficio o una lavoratrice Pink-collar (ossia chi lavora in campi storicamente considerati lavoro femminile). Le narrazioni in genere si concentrano su questioni personali comuni come appuntamenti, assistenza all'infanzia, assistenza agli anziani, standard di bellezza, problemi sul posto di lavoro, conflitti coniugali o adulterio. Molti affrontano anche questioni sociali, come l'invecchiamento e la demenza, la prostituzione o la violenza contro le donne. Il manga Josei presenta anche protagonisti maschili, tipicamente bishōnen (letteralmente "bei ragazzi", più o meno analoghi al "bel ragazzo" occidentale) che spesso compaiono in storie con sotto-testo omoerotico. 
Le storie a volte sono basate sulle esperienze dei lettori stessi, che sono attivamente invitati a presentare storie basate sulle proprie esperienze di vita e ricevono un pagamento se le loro proposte vengono scelte per essere adattate in manga. Le riviste di manga Josei pubblicano spesso numeri speciali dedicati a un argomento specifico, come i numeri dedicati al divorzio, alle malattie, e alla chirurgia estetica. Questi numeri basati su argomenti occasionalmente includono colonne non manga che forniscono informazioni sugli argomenti trattati nel numero. Il sociologo Kinko Itō ritiene che i drammi josei servano come una forma di catarsi per il lettore raffigurando un personaggio che sta sopportando difficoltà maggiori di loro, mentre lo studioso di manga Fusami Ogi considera i drammi josei come la presentazione di modelli di ruolo e potenziali modi di vivere per le lettrici. 

### Romanticismo
I romanzi Josei in genere evitano il realismo dei drammi di Josei, assomigliando invece più da vicino al melodramma accresciuto di una soap opera o di un romanzo d'amore di Harlequin (un editore di narrativa femminile fondato in Canada nel 1949, dagli anni '60 il più grande editore di romanzi rosa al mondo.). Le storie spesso aderiscono alle comuni formule di storie di romanzi rosa, come una donna che incontra un uomo simile al Principe Azzurro con il quale intraprende una serie di avventure e alla fine si sposa. Gli incontri sessuali tra il protagonista e il partner sono all'ordine del giorno, mentre nella fantasia romantica i temi spesso si manifestano nell'ambientazione (spesso straniera o storica) o attraverso protagonisti eroici (principi e principesse, fantasmi, persone che possiedono capacità soprannaturali, ecc.). In queste narrazioni compaiono anche identità sessuali varianti, come personaggi gay e transgender. I romanzi Josei si rivolgono a lettori sia giovani che anziani, con molte storie rivolte a ragazze adolescenti, come evidenziato dall'ampio uso di furigana come ausilio alla lettura. 

### Pornografia
I manga josei pornografici condividono molti tratti comuni con i manga pornografici per un pubblico maschile eterosessuale, sebbene le storie siano tipicamente scritte da un punto di vista femminile piuttosto che maschile. Tratti comuni alla pornografia eterosessuale, come il dominio femminile e l'oggettivazione, ricorrono in modo simile nei josei manga pornografici; una formula narrativa comune nella pornografia josei è quella in cui una donna timida e intelligente viene trasformata in una ninfomane o in una schiava sessuale. Le relazioni lesbiche compaiono anche nei manga josei pornografici, suggerendo una lettura lesbica di manga josei. La studiosa di manga Deborah Shamoon ritiene che il fascino del josei pornografico per un pubblico femminile risieda nella capacità della pornografia disegnata di rappresentare soggetti che non sono facilmente raffigurati nella pornografia filmata, come l'orgasmo femminile. 

## Confronto con altre categorie di manga

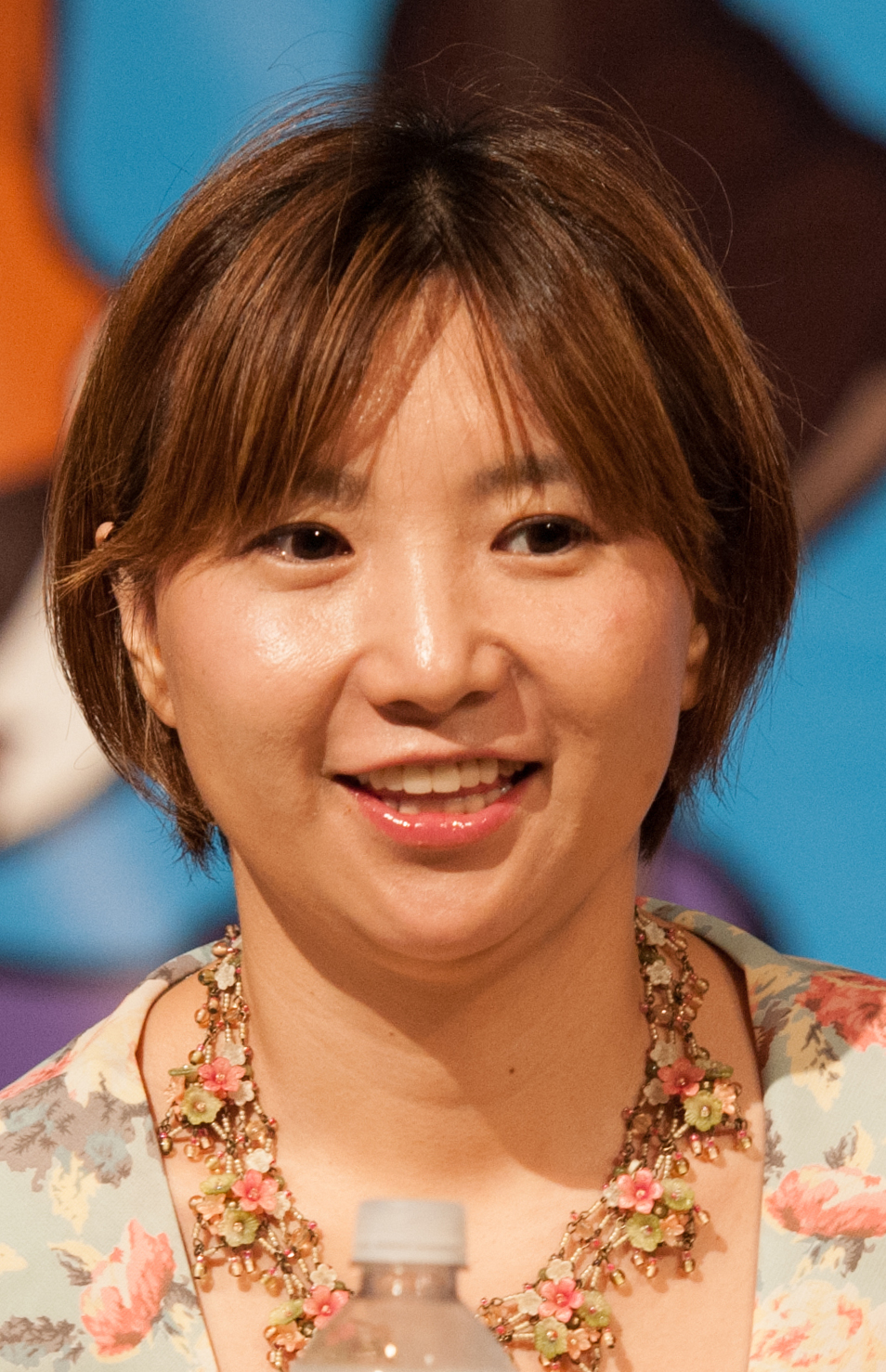
Mayu Shinjo, uno dei numerosi artisti che ha scritto sia manga josei che shōjo

### Shōjomanga
Quando il manga josei è emerso inizialmente negli anni '80, si è differenziato dal manga shōjo esplorando argomenti per adulti come il lavoro, il sesso e la vita dopo il matrimonio, ed era diretto a un pubblico di lettori di donne che "non erano più uno shōjo". Lo studioso di manga Yukari Fujimoto nota questa attenzione al realismo come un segno distintivo primario delle storie josei, rispetto alle narrazioni più fantastiche comuni nei manga shōjo. Ciò si manifesta nelle carriere comunemente detenute dalle protagoniste in ciascuna rispettiva categoria: attrici, modelle e musiciste nei manga shōjo, rispetto alle normali donne lavoratrici nei manga josei. Fujimoto considera inoltre le raffigurazioni del matrimonio come una linea di demarcazione primaria tra le categorie, con lo shōjo che rappresenta la vita prima del matrimonio e il josei che rappresenta la vita dopo. 
Dall'emergere dei manga per giovani donne, le distinzioni tra le categorie sono state sempre più sfumate. Nelle narrazioni, i protagonisti di tutte le età possono essere facilmente trovati sia nei manga shōjo che in quelli josei, con storie shōjo con protagonisti adulti e storie josei incentrate su adolescenti e personaggi più giovani. Storie che descrivono il sesso sono state pubblicate su riviste di manga shōjo come Sho-Comi, mentre il sesso è praticamente inesistente in alcune riviste josei come Monthly Flowers. 
A livello editoriale, non esiste uno standard coerente per segmentare i manga rivolti a un pubblico femminile, con terminologia e categorie che variano a seconda dei decenni, delle case editrici e delle riviste. Dagli anni 2000, alcuni grandi editori come Shueisha e Kodansha hanno raggruppato tutte le riviste di manga rivolte a un pubblico femminile sotto un'unica categoria. La formattazione dei volumi rilegati tankōbon, in cui i libri più grandi e costosi sono tradizionalmente riservati a titoli rivolti a un pubblico adulto, allo stesso modo non segue regole formali, con manga per adulti venduti in formati piccoli ed economici e manga per giovani venduti in grandi formati. 
È comune per gli autori creare manga shōjo e josei simultaneamente, con Mari Ozaki, George Asakura e Mayu Shinjo tra i numerosi artisti che producono opere in tutte le categorie. Questa dinamica contrasta con i manga shōnen e seinen, in cui gli artisti generalmente producono opere esclusivamente in una categoria e gli artisti che cambiano categoria raramente tornano indietro. 

### Shōneneseinenmanga
Ci sono stati diversi esempi di opere josei che condividono tratti comuni con shōnen e seinen manga, o che offuscano le distinzioni tra le categorie. Saiyuki di Kazuya Minekura è stato serializzato sulla rivista shōnen Monthly GFantasy, sebbene il suo sequel Saiyuki Reload sia stato pubblicato sulla rivista josei Monthly Comic Zero Sum. La serie manga Osomatsu-kun di Fujio Akatsuka del 1962 è stata originariamente serializzata su Weekly Shōnen Sunday, anche se quando la serie è stata riavviata nel 2015 come serie anime Mr. Osomatsu, il suo manga spin-off è stato pubblicato sulle riviste josei You e Cookie. Anthony Gramuglia di Comic Book Resources identifica la serie anime Lupin the Third: The Woman Called Fujiko Mine, parte del franchise mediatico Lupin the Third, come un notevole adattamento josei di un manga seinen.